# Pont de la Calamité
Le pont de la Calamité était un pont couvert routier en Abitibi-Témiscamingue, Québec, Canada.
Parmi les derniers ponts couverts construits au Québec, 34 l'ont été à l'Abitibi, et sont associés à sa colonisation. Moins de la moitié d'entre eux subsiste.  
Ce pont en bois à une voie était de type ferme Town élaboré (ou québécois) : modèle modifié par le ministère de la Colonisation du Québec pour le rendre encore plus économique. Il a été employé pour construire plus de 500 ponts couverts au Québec. 
Construit en 1927, il a été rénové en 1945 et sa capacité portante est dorénavant de 12 tonnes. Repeint en rouge in 1984, ayant été longtemps gris. Son nom est lié au fait que la Rivière des Méloizes était jadis appelée Calamity River.
Il a été détruit par les flammes le 31 mai 2021.